# Italien och eurosamarbetet
Italien har euron som valuta sedan den 1 januari 1999. Euron är Europeiska unionens officiella valuta, som används i många av Europeiska unionens medlemsstater och ett antal andra stater utanför unionen. De länder som använder euron kallas gemensamt för euroområdet. De lägre valörerna av euron utgörs av mynt, medan de högre valörerna utgörs av sedlar. Euromynten har en gemensam europeisk sida som visar värdet på myntet och en nationell sida som visar en symbol vald av den medlemsstat där myntet präglades. Varje medlemsstat har således en eller flera symboler som är unika för just det landet.
För bilder av den gemensamma sidan och en detaljerad beskrivning av mynten, se artikeln om euromynt.
Alla italienska euromynt pryds av olika motiv; 1-centmynten präglas av slottet Castel de Monten, 2-centmynten av kupoltornet Mole Antonelliana i Turin, 5-centmynten av Colosseum, 10-centmynten av Sandro Botticells kända verk "Venus födsel", 20-centmynten av en skulptur av Umberto Boccion och 50-centmynten av en staty som föreställer Marcus Aurelius ridande på sin häst. De högsta valörerna, 1- och 2-euromynten, präglas av en bild på Leonardo da Vincis kända teckning på den idealiska människans proportioner respektive ett porträtt på Dante Alighieri, som är gjort av Rafael.
Dessutom präglas alla mynt av EU:s tolv stjärnor, det årtal då respektive mynt är präglat samt av bokstäverna RI, som står för Repubblica Italiana (italienska republiken). Italiens gamla valuta, italiensk lira, kan växlas in hos landets centralbank, Banca d'Italia, fram till 29 februari 2012.
Italien har präglat en serie mynt och sju versioner av 2-euro jubileumsmynt.